# Торговельний флот УНР

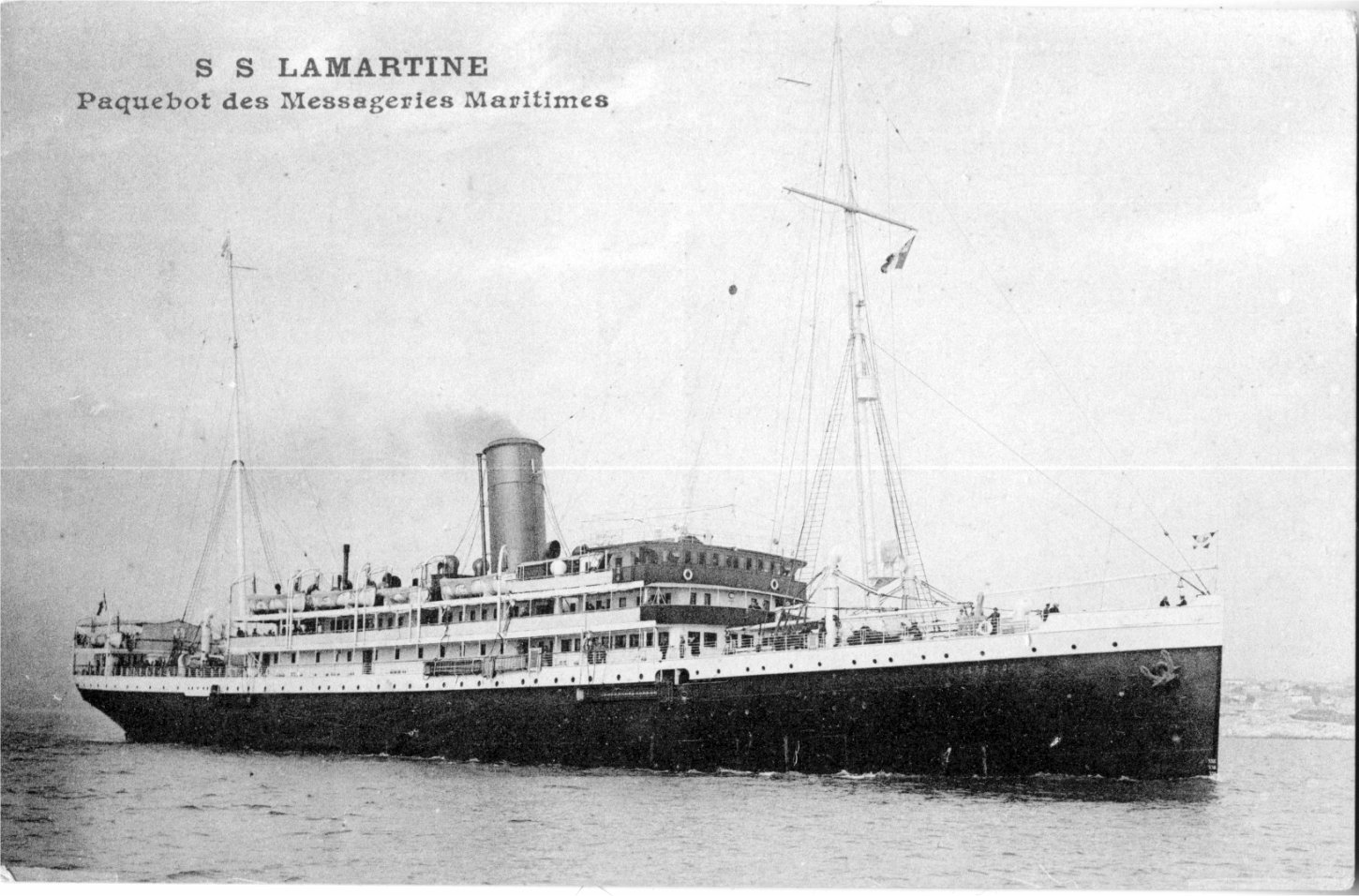
Вантажопасажирський лайнер „Олександр Перший“, що за часів Гетьманату належав до українського торгового флоту.

Торгове́льний флот УНР ― цивільне формування торговельних суден Української Народної Республіки, а пізніше і Гетьманату. 
Процес розбудови флоту значно ускладнювали наслідки політики уряду Центральної Ради, а саме недосконале січневе морське законодавство. Лише із часом, після активних зусиль та протестів з боку українського морського міністерства та самого гетьмана почалася значна розбудова торговельного флоту.
Спочатку було вирішено справи із торговельними пароплавами. 8 травня німці організували міжнаціональну навігаційно-технічну комісію (Nateko) на чолі з адміралом Альбертом Гопманом, яка вирішувала всі питання стосовно руху та переміщень кораблів, в тому числі і торговельних, в Севастополі та по всьому Чорному Морю. В неї увійшли також і представники Української Держави. Представником 
Української Держави в навігаційно-технічній комісії був капітан першого рангу князь Карл Лівен.
Нарешті, в кінці травня 1918, із торговельним флотом в Севастополі, що дотепер перебував під цілковитим німецьким контролем, почали відбуватися перші позитивні зміни. 20 травня адмірал Покровський домігся повернення під український прапор трьох великих кораблів, що за війни були мобілізовані до складу військового флоту. Пароплави «Микола І», «Петро Великий» та «Олександр І», що до війни належали РОПіТ, згідно із чинним законодавством були роззброєні та повернені в український торговельний флот. Взагалі ж, на час самостійності Української Держави в українському торговельному флоті було 6 великих пароплавів місткістю 9155 тонн.

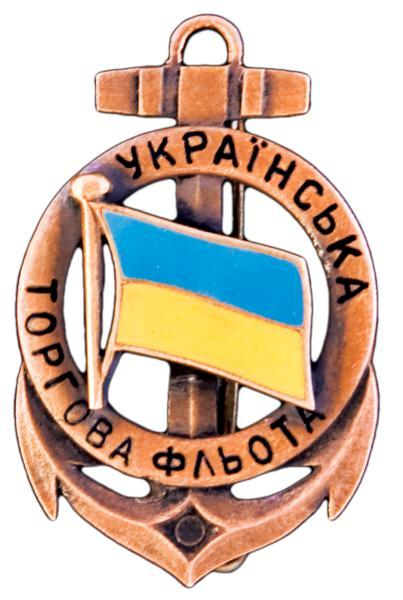
Нагрудна відзнака українського торгового флоту

В другій половині 1918 р. українським власникам зусиллями членів навігаційної комісії було повернено, ще близько 40 торговельних кораблів, що за війни були зараховані до військового флоту. Всі портові та лоцманські кораблі, окрім тих що тимчасово використовувалися німцями в своїх цілях, також стали власністю Української Держави. Однак через великі обсяги роботи та зважаючи на загальну зайнятість комісії, справа із передачею власникам майже сотні інших мобілізованих торговельних кораблів затягнулася аж до листопада 1918 р, і, зрештою, ця проблема вирішилася сама собою вже після кінця війни та поразки Німеччини.
В листопаді 1918 р. яхту «Крєсту» було передано колишньому власнику в український торговельний флот.
Відновилися регулярні морські торговельні перевезення між Одесою, Севастополем та Поті, після проведення тралення мінних водних полів українським флотом. 
Деякі тральщики у вересні із військового флоту після проведення операції тралення повернули торговельному флоту.